# Ebonit

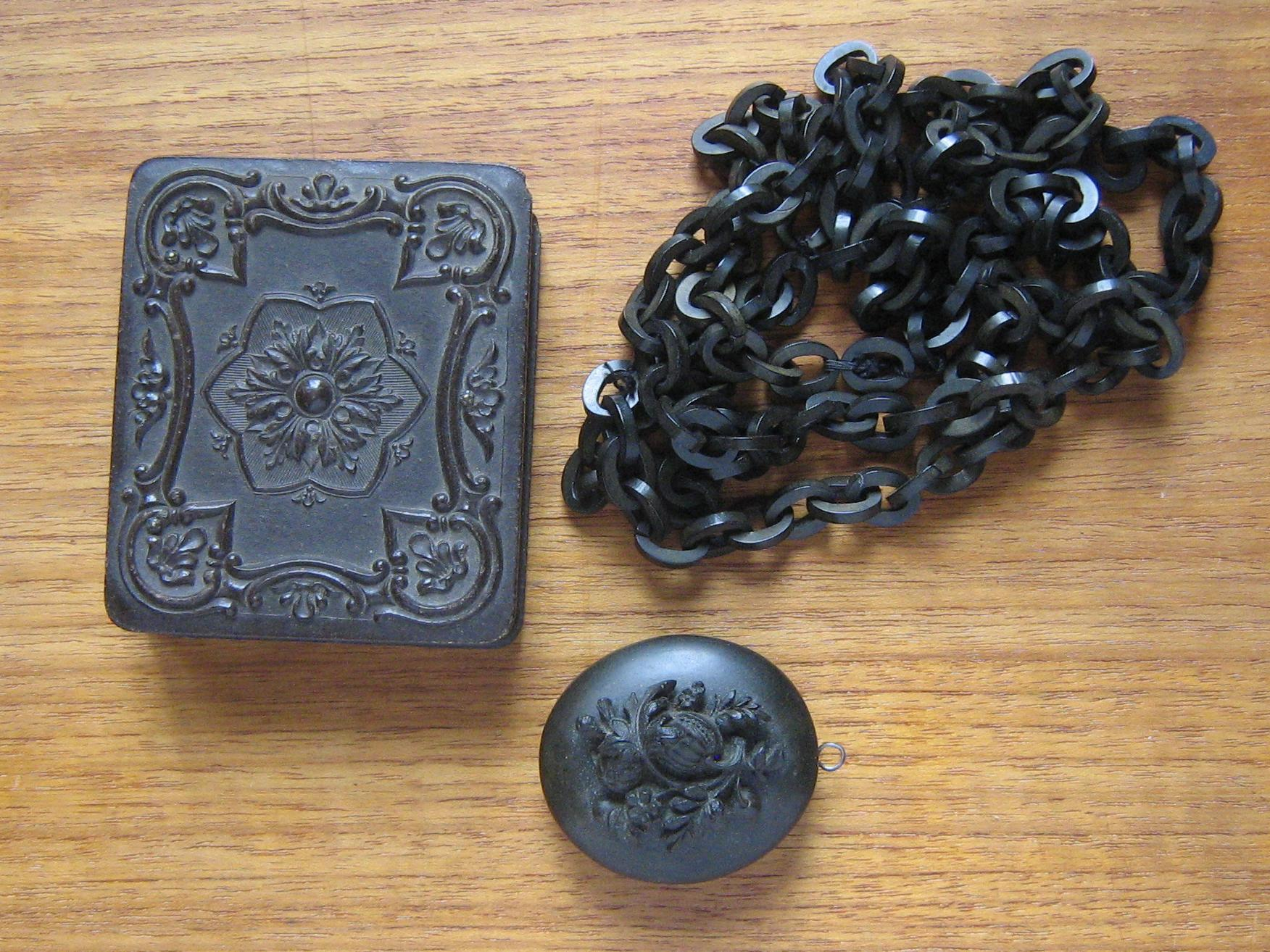
Anwendung von Ebonit im 19. Jahrhundert

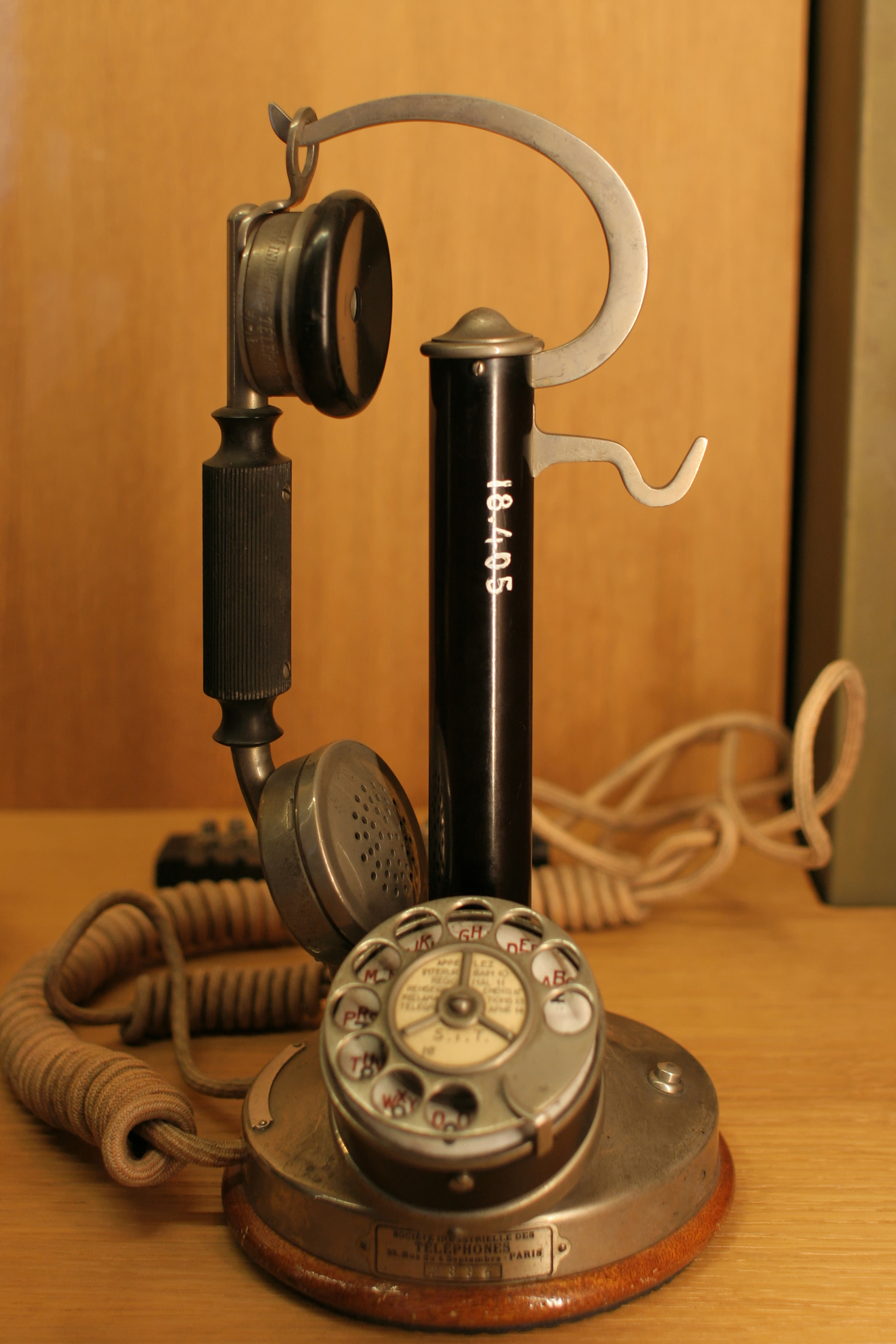
Telefongerät mit einem Gehäuseteil aus Hartgummi

Ebonit ist aus Naturkautschuk und Schwefel hergestellter besonders harter Gummi, der gut spanabhebend bearbeitet werden kann. 1851 wurde Ebonit von Charles Goodyear zum Patent angemeldet. Der Name des fast schwarzen Werkstoffs nimmt auf Ebenholz (englisch ebony) Bezug.

## Verwendung
Verwendung findet Ebonit hauptsächlich für Mundstücke an Holzblasinstrumenten (Klarinetten, Saxophonen), für Tabakpfeifen, für Klaviertasten, für Schmuckstücke und für Kämme. Mundstücke guter Blasinstrumente und Pfeifen sind oft aus hochwertigem Ebonit, da diese im Vergleich zu dem  ansonsten verwendeten Acryl einen angenehmeren (weicheren) „Biss“ haben. Vereinzelt wurden auch Gitarrenplektren aus Ebonit hergestellt, da es klanglich als Referenzmaterial galt.
Auch der Hartgummistab zum Erzeugen von Reibungselektrizität mit einem Tuch besteht aus Ebonit.
Ebonit wurde auch für die Herstellung von Schreibgeräten und Tintenleitern (von Füllfederhaltern) verwendet. Es kann mit der Zeit brüchig werden. Ebonit wurde seit den 1960er Jahren weitgehend von thermoplastischen Kunststoffen abgelöst, die billiger und leichter zu verarbeiten sind.

## Eigenschaften
Im Vergleich zu Phenolharzen (Phenoplast, Bakelit) ist Ebonit etwas weicher und bietet eine sehr hohe Schlagzähigkeit.
Es gilt als sehr langzeitstabil und gegenüber vielen Chemikalien als extrem beständig. Lediglich bei Einwirkung von Ultraviolettstrahlung (z. B. durch Sonnenlicht) verfärbt es sich mit der Zeit.

## Herstellung
Zur Herstellung von Ebonit können nur stark ungesättigte Kautschuke (mit vielen C=C-Doppelbindungen) verwendet werden, um den für die Festigkeit erforderlichen hohen Vernetzungsgrad erreichen zu können.
Ein Naturkautschuk-Schwefelgemisch wird im Ofen geschmolzen. Der geschmolzene Kautschuk wird dann in eine metallene Form gegossen und zur Vulkanisierung für 15 Minuten auf 100 bis 200 °C erhitzt. Danach wird die Form entfernt und der Inhalt wird im Ofen erneut für etwa eineinhalb Tage erhitzt. Die lange Reaktionsdauer führt zu einer vollständigen Reaktion des Gemisches und damit zu einer größtmöglichen Vernetzung der verfügbaren Doppelbindungen der Kautschukketten mit Schwefelbrücken. So können der Naturkautschuk und der Schwefel vollständig miteinander reagieren. Durch diesen Vorgang erhält das Ebonit seine hohe Dichte und Beständigkeit.
Die Schwefelmengen zur Herstellung von Ebonit liegen zwischen 25 und 80 %, meist bei 30 bis 40 Gewichtsteilen Schwefel auf 100 Teile Kautschuk.